# فروزندگی

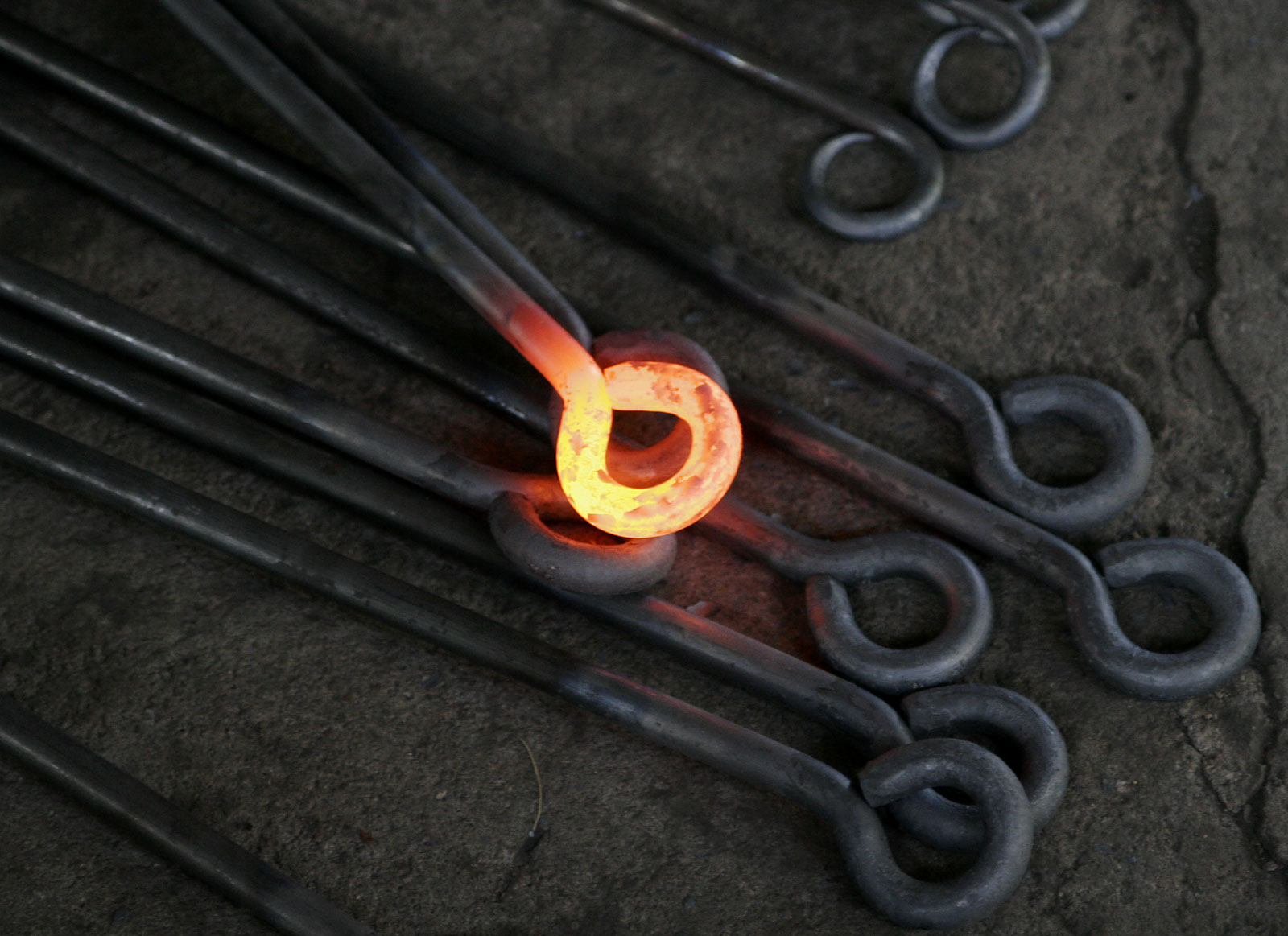
فلز داغ به دلیل بالا بودن دمایش می‌فروزد. این تابش گرمایی افزون بر تابش نور مریی، دارای طول‌موج‌هایی در بازه‌ی فروسرخ نیز هست که برای چشم نادیدنی است.

فروزَندگی (به انگلیسی: Incandescence) به تراگسیل تابش الکترومغناطیسی از یک جسم داغ به دلیل دمایش گفته می‌شود. فروزندگی در مقابل تابناکی (فروزستی) قرار می‌گیرد که تراگسیل نور به دلیل گذار الکترونی الکترون‌های برانگیخته در اتم است.